# 乔治亚大道

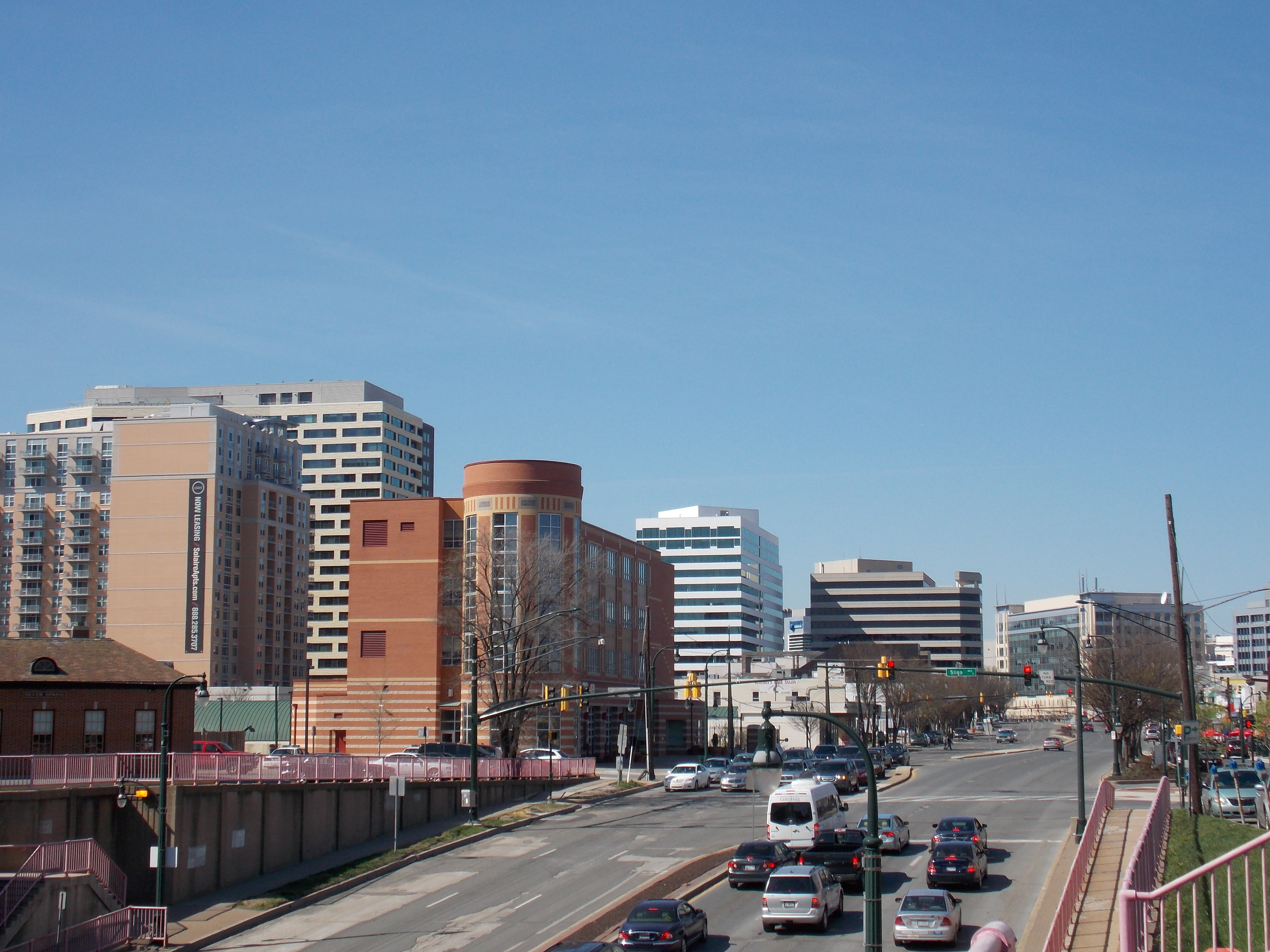
佐治亚大道向北望，马里兰州银泉。

乔治亚大道（Georgia Avenue）是美国华盛顿哥伦比亚特区西北区和马里兰州蒙哥马利县的一条南北向主干道，也是美国29号公路的一部分。霍华德大学和曾经的沃尔特·里德陆军医疗中心都位于乔治亚大道。
乔治亚大道开始于佛罗里达大道以北，这是老城的边界，7街的延续。向北经过霍华德大学和史蒂文斯堡，然后在东大道进入蒙哥马利县，穿过银泉。
每年6月，华盛顿都会举行加勒比狂欢节，其中包括在佐治亚大道的游行，这居住着许多加勒比地区移民。